# To, co było raz (nie wróci już)
To, co było raz (nie wróci już) – singiel Urszuli promujący jej album The Best.

## Lista utworów
- "To, co było raz (nie wróci już)" (4:34)

## Twórcy
- Urszula – śpiew, instrumenty perkusyjne
- Stanisław Zybowski – gitary
- Krzysztof Poliński – perkusja
- Sławomir Piwowar – instrumenty klawiszowe
- Wojciech Kuzyk – gitara basowa

- Nagrania dokonano w Vega Studio
- Produkcja nagrania – Vega Studio
- Inżynier nagrań – Przemysław Nowak
- Mix – Rafał Paczkowski w Studio Vega
- Mastering – Jacek Gawłowski
- Projekt Manager – Marzena Bereściuk

## Listy przebojów
| Notowania                          | pozycja |
| ---------------------------------- | ------- |
| Lista Przebojów Programu Trzeciego | 45      |
| Top 15 - Wietrzne Radio            | 1       |